# Polyaulon erythropa
Polyaulon erythropa är en stekelart som först beskrevs av William Harris Ashmead 1890.  Polyaulon erythropa ingår i släktet Polyaulon och familjen brokparasitsteklar. Inga underarter finns listade i Catalogue of Life.